# منجوک
مُنجِوِک، روستایی در دهستان صیدون جنوبی بخش علا شهرستان صیدون در استان خوزستان ایران است.

## موقعیت و پیشینه نام
این روستا در حاشیه رودخانه علا و دامنه کوه ساولک قرار گرفته‌است.
نام روستا برگرفته از یک سنگ آسیاب به نام جِوِن (jeven) است که در قدیم برای آسیاب کردن برنج و گندم از آن استفاده می‌شد.

## کشاورزی
در روستای منجوک سالیانه بیش از ۳۰۰ تن برنج چمپا برداشت می‌شود؛ مردم روستا مسیر رودخانه که محل عبور و جاری شدن سیلاب رودخانه در فصل زمستان است، را در اواخر بهار برای برنج‌کاری آماده کرده و بهترین برنج ایران را از آن به عمل می‌آورند.
برنج‌کاری منجوک بخاطر اینکه در زمین‌های آبرفتی و مسیر رودخانه بدست می‌آید، برای رشد و پرورش آن از کود شیمیایی بسیار کم استفاده می‌شود.

## جمعیت
بر پایه سرشماری عمومی نفوس و مسکن در سال ۱۳۹۵، جمعیت این روستا برابر با ۳۶۵ نفر (۸۷ خانوار) بوده‌است.